# 田螺金魚
田螺 金魚（たにし きんぎょ、生没年不詳）は、江戸時代中期に活躍した戯作者である。別号に田水金魚、茶にし金魚。同郷の医師であった鈴木位庵と同一人物説があるが、不明である。

## 来歴
『日本古典文学大辞典』の解説による。
江戸の神田生まれ。1777年（安永6年）『妓者呼子鳥』を処女作として洒落本の分野で活躍した。1778年（安永7年）『契情買虎之巻』を刊行し、梅暮里谷峨・十返舎一九などによる洒落本の人情本化に影響を与えた。このほか、1778年（安永7年）『一事千金』『淫女皮肉論』『傾城買指南所』、1780年（安永9年）『多荷論』などを刊行し、安永期の洒落本に多彩な作品を残した。

## 主な著作物
- 『妓者呼子鳥』- 1777年（安永6年）に刊行。町芸者の生活に取材し、実在のお豊・お富の名前を借りて、芸者2人と客1人の三角関係を描いた作品。誤解によって女性を殺した男性が自害したり、女の生霊が女の死霊を苦しめたりと、伝奇的要素が強い。
- 『契情買虎之巻』- 1778年（安永7年）に刊行。高利貸しの鳥山検校が吉原松葉屋の遊女五代目瀬川を身請けした一件を題材にした作品。
- 『一事千金』- 1778年（安永7年）に刊行。善光寺のご開帳を当て込んだ黄表紙風洒落本。
- 『淫女皮肉論』 - 1778年（安永7年）に刊行。吉原と岡場所を合戦記風に述べた作品。
- 『傾城買指南所』 - 1778年（安永7年）に刊行。勘当された通人が女郎買の指南所を開き、諸人に遊びの心得を説くという作品。
- 『多荷論』 - 1780年（安永9年）に刊行。当時流行した「お世話節」の文句を当てこんでしゃれた作品。